# Wular
Wular – jezioro w północnych Indiach. Jest to jedno z największych słodkowodne jezioro w Azji.
Dane liczbowe:
- Powierzchnia 30–260 km² – zmienna w zależności od pory roku.
- Długość 16 km,
- szerokość 10 km.

Większe miasto nad jeziorem:
- Sopur.